# (555) Norma
(555) Norma ist ein Asteroid des Hauptgürtels, der am 14. Januar 1905 von Max Wolf entdeckt wurde.
Benannt wurde der Asteroid nach der Titelfigur aus Vincenzo Bellinis Oper Norma.